# 上原陽一
上原 陽一（うえはら よういち、1930年 - 2009年（平成21年）8月8日）は、日本の安全工学者。横浜国立大学名誉教授。安全工学協会会長、横浜安全工学研究所所長。

## 経歴
1957年（昭和32年）京都大学工学部燃料工学科卒業後、大阪市消防局、京都大学、自治省消防研究所（現：総務省消防研究センター）を経て、1971年（昭和46年）横浜国立大学へ移り、教授となる。1996年（平成8年）定年退官、同大名誉教授。
学術分野ではほか安全工学会理事・副会長・会長を歴任、日本学術会議の安全工学研究連絡委員会の発足に尽力するなど活躍した。防災行政の分野では、消防の危険物行政や高圧ガス事業の保安に関する各種審議会や委員会の委員長・委員を務めた。また、危険物輸送に関する国連勧告を審議する国連の会合に日本の専門家代表として出席した。
2009年（平成21年）8月8日、膵癌のため逝去する。